# Ignaz von Longner
Ignaz Longner, ab 1861 von Longner (* 9. März 1805 in Buchhorn, heute Friedrichshafen; † 12. Juni 1868 in Rottenburg am Neckar), war ein deutscher römisch-katholischer Theologe, Geistlicher und Kirchenhistoriker.

## Leben
Longner studierte katholische Theologie an der Universität Tübingen, an der er 1831 mit dem  Preis der Fürstbischöflich-Speyer’schen Stiftung ausgezeichnet wurde. 1832 erhielt er in Rottenburg seine Priesterweihe, wurde 1833 Repetent am Wilhelmsstift in Tübingen, 1835 Domkaplan in Rottenburg und zugleich Lehrer an der Rottenburger Lateinschule. Bereits in dieser Zeit trat er, teils anonym, schriftstellerisch in Erscheinung. Von Johannes von Kuhn wurde er 1842 für eine Professur an die Universität Gießen empfohlen, allerdings wurde die Berufung nicht verwirklicht.
Longner kam 1845 als Pfarrer und Dekan nach Amrichshausen. 1856 wurde er zum Domkapitular am Rottenburger Dom ernannt. Damit einher ging die Ernennung zum Rottenburger Stadtdekan und Dompfarrer. Im Zeitraum von 1862 bis 1868 war er außerdem vom Domkapitel gewähltes Mitglied der Zweiten Kammer des Württembergischen Landtags.
Longner war Gegner der Aufklärung, des Febronianismus und des Gallikanismus und Anhänger des gemäßigten Ultramontanismus. Nach dem Tod von Bischof Johann Baptist von Keller wurde er von ultramontanistischer Seite als dessen Nachfolger vorgeschlagen; der Vorschlag wurde aber von der Regierung abgelehnt.
Longerer erhielt 1861 das Ritterkreuz des Ordens der Württembergischen Krone, mit der die Nobilitierung in den persönlichen Adelsstand verbunden war.

## Schriften (Auswahl)
- Darstellung der Rechtsverhältnisse der Bischöfe in der oberrheinischen Kirchenprovinz: eine von der Juristen-Fakultät in Tübingen gekrönte Preisschrift. Laupp, Tübingen 1840.
- Neueste Denkschrift der württembergischen Staatsregierung an den römischen Stuhl. Veröffentlicht und beleuchtet, nebst einigen wichtigen Actenstücken. Schaffhausen 1844.
- Johann Baptist von Keller, erster Bischof von Rottenburg: eine biographische Skizze, nebst Blicken auf die katholische Kirche Württembergs. Manz, Regensburg 1848.
- Beiträge zur Geschichte der oberrheinischen Kirchenprovinz. Laupp, Tübingen 1863.